# 汽车空调
汽车空调系统，是汽车上安装的一套车内环境控制系统，有通风、制冷、采暖、过滤空气、除霜、除雾等功能。該系統主要由压缩机、冷凝器、贮液干燥器、膨胀阀、蒸发器、连接管路、通风系统和控制系统所组成。